# Ensio Hyytiä
Ensio Hyytiä (ur. 24 marca 1938 w Rovaniemi, zm. 24 marca 2019 tamże) – fiński skoczek narciarski, wicemistrz świata z 1958.
Jego największym sukcesem jest zdobycie srebrnego medalu w konkursie indywidualnym na mistrzostwach świata w Lahti. Uległ tylko swemu rodakowi Juhaniemu Kärkinenowi, a trzecie miejsce zajął niemiecki skoczek reprezentujący NRD – Helmut Recknagel.

## Mistrzostwa świata
- Indywidualnie
  - 1958 Lahti (FIN) – srebrny medal (duża skocznia)